# Плохинский, Николай Александрович
Николай Александрович Плохинский — советский ученый, доктор сельскохозяйственных наук. Занимался основами селекции животных, возрождением биологической статистики.

## Биография
Родители Н. А. Плохинского — директор школы Александр Иванович и учительница Мария Васильевна. 

В 1918 г. Николай Александрович окончил с отличием Калужское реальное училище, устроился практикантом на Петровскую ферму и поступил в Петровскую сельскохозяйственную академию. С академии юный ученый перешел на курсы зоотехников Наркомзема и в 1920 г. был направлен в губземотдел Калужской области инструктором по скотоводству, а затем — заведующим володарского племенного рассадника швицкого скота. 

С 1921 по 1924 гг. Н. А. Плохинский учится в Московском зоотехническом институте, в котором остается работать. С 1928 г. Николай Александрович становится ассистентом, а с 1934 г. доцентом кафедры зоологии 2-го Московского государственного университета.

В 1934 г. Николай Александрович устраивается научным сотрудником Всесоюзного института животноводства. Именно там ученый приобретает интерес к статистике, возможностям обработки данных. 

В 1935 г. Н. А. Плохинский становится кандидатом сельскохозяйственных наук, а в 1937 г. выходит в свет первая книга — учебник «Статистические методы в зоотехнии».

В 1941 г. Николай Александрович эвакуировася в зону Ярославского госплемрассадника, где устроился на работу зоотехником-селекционером.

Николай Александрович 3 года (с 1943 по 1946 г.) работал главным зоотехником Народного комиссариата чёрной металлургии, а с 1945 по 1946 г. — доцентом кафедры частного животноводства Московского пушно-мехового института. Затем, с 1946 по 1958 г. старшим научным сотрудником ВНИИ мясной промышленности.

В 1958 г. Н. А. Плохинский работает в Институте цитологии и генетики АН СССР над созданием лаборатории генетических основ селекции животных. Там он занимает должность заведующего, но остается недолго — в 1962 г. уезжает обратно в Москву, где работает профессором-консультантом на кафедре генетики и селекции биологического факультета МГУ, преподает биометрию.

Коллеги ученого, работавшие с ним в Институте цитологии и генетики, отзываются о нём исключительно положительно: «Hиколай Aлександрович хорошо знал литературу, любил стихи, любил розыгрыши»1.

## Научные работы
- «Биометрия» (Новосибирск: Изд-во СО АН СССР, 1961; 2-е издание — М.: Изд-во МГУ, 1970)
- «Алгоритмы биометрии» (М.: МГУ, 1980)
- «Дисперсионный анализ» (Новосибирск: Изд-во СО АН СССР, 1964)
- «Статистические методы в зоотехнии» (М.: Сельхозгиз.)